# Ivan Puljuj
Ivan Pavlovič Puljuj (ukrajinsko Іван Павлович Пулюй, češko Ivan Puluj, nemško Johann Puluj), ukrajinski fizik, izumitelj in prevajalec, *2. februar 1845, Grimajliv, Kraljestvo Galicije in Lodomerije, Avstrijsko cesarstvo, † 31. januar 1918, Smíchov, Kraljevina Češka, Avstro-Ogrska.
Puljuj je znan po svojih zgodnjih raziskavah rentgenskih žarkov. Njegovi prispevki znanosti so bili do konca 20. stoletja večinoma zapostavljeni.

## Življenjepis
Puljuj je leta 1869 diplomiral z odliko na Teološki fakulteti Univerze na Dunaju, kasneje leta 1872 pa še na oddelku za filozofijo. Leta 1876 je doktoriral iz notranjega trenja v plinih na Univerzi v Strasbourgu pod mentorstvom Augusta Kundta. Zatem je Puljuj med 1874 in 1876 poučeval na Mornariški akademiji na Reki, med 1874 in 1884 na Univerzi na Dunaju in Cesarsko-kraljevi nemški tehnični univerzi v Pragi med 1884 in 1916. Med letom 1888 in 1889 je bil rektor slednje. Poleg tega je bil tudi državni svetovalec za elektrotehniko češke in moravske lokalne uprave.
Poleg znanstvenega dela je tudi prevedel Sveto pismo v ukrajinščino.

## Zasebno življenje
Puljuj se je 4. oktobra 1884 na Dunaju poročil s Kateřino, rojeno Stožicky (1863–1945). Imela sta šest otrok: Natalijo (žena skladatelja Vasilija Barvinskega), Olgo, Marijo Ksenijo Margareto (umrla na Dunaju leta 1974), Aleksandra Hansa (1901–1984), Pavla (umrl leta 1986) in Georga (1906–1987).

## Znanstveni prispevki
Puljuj je raziskoval katodne žarke in med letoma 1880 in 1882 objavil več člankov o njih. Leta 1881 je med poskusi s ti. hladno svetlobo razvil Puljujevo svetilko. S svojo novo napravo je izvajal eksperimente in svoje rezultate objavil v znanstvenem članku »Svetleča električna materija in četrto agregatno stanje« v zapiskih avstrijske cesarske akademije znanosti (1880–1883), vendar je svoje ideje izrazil na nejasen način in uporabljal zastarelo terminologijo. Nekaj priznanja je bil deležen šele, ko je bilo delo prevedeno in izdano kot knjiga Kraljeve družbe v Združenem kraljestvu.
Puljujeva opažanja so bili rentgenski žarki. Wilhelm Röntgen, ki jih je odkril prvi, je o njih prvič poročal le 6 tednov pred Puljujem.
Puljuj je bil avtor tudi drugih izumov in odkritij. Opazna je bila njegova naprava za določanje mehanskega ekvivalenta toplote, ki je bila razstavljena na razstavi Universelle v Parizu leta 1878. Puljuj je sodeloval tudi pri odprtju več elektrarn v Avstro-Ogrski.

## Podpora ukrajinski kulturi
Puljuj je znan tudi po svojem prispevku pri promociji ukrajinske kulture. Aktivno je podpiral odprtje ukrajinske univerze v Lvovu in objavljal članke v podporo ukrajinščini. Skupaj s Pantelejmonom Kulišem in Ivanom Nečujem-Levickim je prevedel evangelije in psalme v ukrajinščino. Puljuj je kot profesor organiziral štipendije za ukrajinske študente v Avstro-Ogrski.